# Anthicus armaticornis
Anthicus armaticornis es una especie de coleóptero de la familia Anthicidae.

## Distribución geográfica
Habita en Mongolia.